# Gusicha (obwód wołogodzki)
Gusicha (ros. Гусиха) – wieś w Rosji, w rejonie tarnoskim obwodu wołogodzkiego. W 2010 r. liczyła 16 mieszkańców.